# In vino veritas

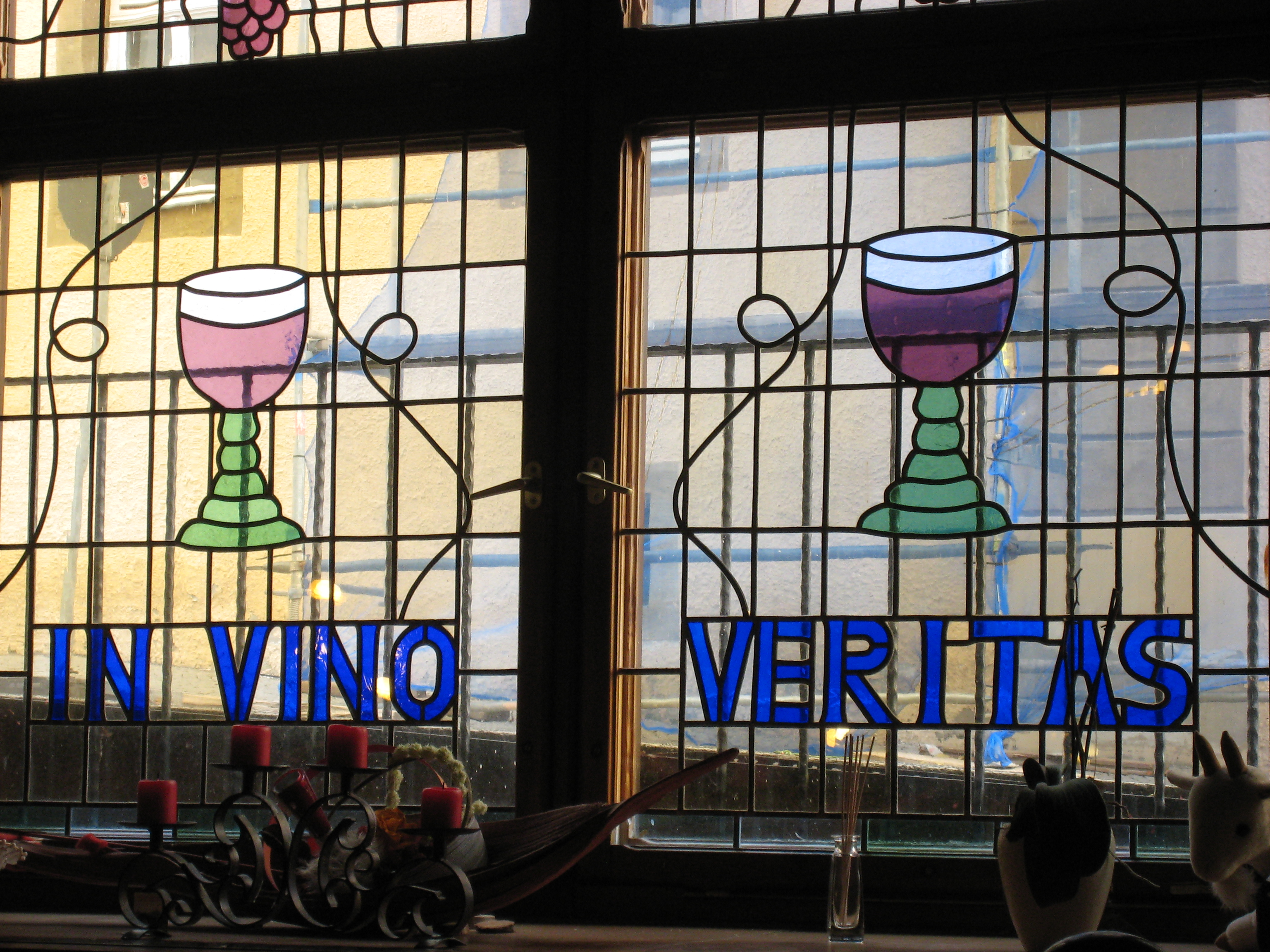
Bleiglasfenster im Ratskeller Ilmenau.

In vino veritas ist ein lateinischer Satz, der auf Deutsch heißt: „Im Wein liegt die Wahrheit“.
Die Fassung „Im Wein (liegt) die Wahrheit.“ (altgriechisch Ἐν οἴνῳ ἀλήθεια. En oinō alētheia.) stammt von Erasmus von Rotterdam. Die Verbindung von Wein und Wahrheit geht zurück auf den Dichter Alkaios von Lesbos. Der römische Historiker Tacitus beschrieb, wie Germanen bei Ratssitzungen immer Wein tranken, weil sie glaubten, niemand könnte effektiv lügen, wenn er betrunken ist.
Der Satz wurde häufig auch im Zusammenhang mit „in aqua sanitas“ verwendet, was so viel heißt wie „im Wasser liegt die Gesundheit“.
Ähnliche Sprichwörter gibt es auch in anderen Sprachen und Kulturen. Übersetzt werden diese Sätze folgendermaßen:
- Chinesisch: „Nach dem Wein folgt die wahre Rede.“
- Babylonischer Talmud: „Rein kommt der Wein, raus kommt ein Geheimnis.“
- Persisch: „Bist du betrunken, sagst du die Wahrheit.“ (مستی و راستی)
- Russisch: «Что у трезвого на уме, то у пьяного на языке» („Was der Nüchterne denkt, das plaudert der Betrunkene aus.“)

In den 1770er Jahren schrieb Benjamin Cooke ein mehrstimmiges Lied mit dem Titel „In Vino Veritas“. Die Reime wurden in der Originalversion folgendermaßen verfasst:
Round, round with the glass, boys, as fast as you can,

Since he who don't drink cannot be a true man.

For if truth is in wine, then 'tis all but a whim

To think a man's true when the wine's not in him.

Drink, drink, then, and hold it a maxim divine

That there's virtue in truth, and there's truth in good wine!